# Ernst Schmidt jr.
Pour les articles homonymes, voir Schmidt.
Ernst Schmidt jr., né le 28 février 1938 à Hadersdorf am Kamp (Autriche) et mort le 9 février 1988 à Vienne (Autriche), est un réalisateur et scénariste autrichien.

## Biographie
Ernst Schmidt jr. fréquente l'école de cinéma de Vienne à l'Académie de musique et des arts de la scène, où il rencontre le futur réalisateur Hans Scheugl (de). Depuis 1963, il est cinéaste indépendant et tourne plus de cinquante courts métrages. Il fait aussi la connaissance des réalisateurs Kurt Kren et Ferry Radax (de).
De 1966 à 1969, Schmidt est critique de cinéma en Allemagne, Autriche et Suisse. Il publie de nombreux ouvrages théoriques sur le film d'avant-garde, publie deux numéros du magazine cinématographique Caligari en 1964 et est l'un des membres fondateurs de l'Austria Filmmakers Cooperative (de) en 1968 et coorganisateur de la rétrospective "New Austrian Film" dans le contexte de la Viennale. Son travail journalistique de base est axé sur le film d'avant-garde, expérimental et underground.
Ernst Schmidt a travaillé toute sa vie sur une encyclopédie complète sur le cinéma, dont 82 000 à 90 000 documents d'archives de toutes sortes constituent le noyau de sa succession, qui comprend également une partie de sa bibliothèque personnelle, contenant quelque 1 400 livres et ouvrages. 
Il a filmé plusieurs performances d'artistes de l'actionnisme viennois, notamment Bodybuilding (1966, avec Otto Muehl) et Kunst & Revolution (1968, avec Günter Brus, Otto Muehl et Peter Weibel) .

### Postérité
Sa succession est gérée et étudiée par la SYNEMA (Gesellschaft für Film und Medien).

## Filmographie sélective

### Réalisateur

#### Longs métrages
- 1967 : Farbfilm
- 1968 : Denkakt
- 1969 : Hell's Angels
- 1976 : Wienfilm 1896-1976
- 1982 : Die totale Familie (de) (également scénariste)

#### Courts métrages
- 1965 : Steine
- 1966 : Bodybuilding (avec Otto Muehl)
- 1967 : Filmreste
- 1967 : Rotweißrot
- 1968 : Einszweidrei (avec Günter Brus, Valie Export, Otto Muehl et Peter Weibel)
- 1968 : Ja/Nein
- 1968 : Kunst & Revolution (avec Günter Brus, Otto Muehl et Peter Weibel)
- 1968 : Prost
- 1968 : Schnippschnapp
- 1968 : Weiß
- 1970 : Burgtheater
- 1971 : Filmisches Alphabet
- 1974 : Eine Subgeschichte des Films
- 1977 : 12 Uhr Mittags - High Noon
- 1977 : Mein Begräbnis ein Erlebnis
- 1977 : The Merry Widow
- 1978 : N
- 1979 : Gertrude Stein hätte Chaplin gerne in einem Film gesehen, in dem dieser nichts anderes zu tun hätte, als eine Straße entlang und dann um eine Ecke zu gehen, darauf die nächste Ecke zu umwandern und so weiter von Ecke zu Ecke 
(Gertrude Stein would have liked to have seen Chaplin in a film in which he had nothing to do but to walk down a street, go around a corner, and then around the next corner, and so on, from corner to corner)
- 1979 : Gesammelt von Wendy

### Directeur de la photographie
- 1966 : Bodybuilding (court métrage)
- 1968 : Einszweidrei (court métrage)
- 1968 : Schnippschnapp (court métrage)
- 1974 : Eine Subgeschichte des Films (court métrage)
- 1976 : Wienfilm 1896-1976

### Acteur
- 1980 : Exit... nur keine Panik

## Publications
- Avec Hans Scheugl : Eine subgeschichte des Film Lexicon des Avantgarde-Experimental-und Undergroundfilms, vol. 1 et 2, Suhrkamp, Franckfort-sur-le-Main, 1974